# 宝德喇嘛庙
宝德喇嘛庙，位于内蒙古自治区锡林郭勒盟苏尼特右旗，是一座藏传佛教格鲁派寺院。

## 简介
苏尼特右旗原来设有巴彦朱日和苏木，位于苏尼特右旗南部。在该苏木境内，清朝建有温都尔庙、毕希日勒图庙、脑木齐庙、宝德喇嘛庙，这些寺庙在解放前以及文化大革命中先后损毁或遭到破坏。